# Thạch tướng quân
Thạch tướng quân còn gọi là Thạch Linh thần tướng, Thạch tướng Đại Vương, Chuyển Hùng Thạch Tướng Đại Vương… là vị tướng thần được sinh ra từ đá mẹ (có sách nói là từ rồng đá). Truyền thuyết về Thạch Linh thần tướng được hình thành từ tín ngưỡng thờ đá của nhân dân. Thạch Tướng Quân từ khi sinh ra, lớn lên, lập chiến công cho đến lúc hóa thân đều gắn liền với tục hiệu, tước phong, tên gọi liên quan đến yếu tố đá. Ao miếu nơi Thạch tướng quân được sinh ra và Đền Thượng trên núi Bổ Đà nơi Thạch tướng quân hóa về trời thuộc di tích quốc gia đặc biệt chùa Bổ Đà.

## Truyền thuyết
Truyền thuyết về Thạch Linh thần tướng đã được văn bản hóa sớm nhất trong sách Bắc Ninh địa dư chí của Đỗ Trọng Vĩ (thế kỷ XIX), sau đó là Bắc Ninh toàn tỉnh dư địa chí; Truyện dân gian vùng Quan họ - Bà Chúa Kho, thần tích xã Thượng Lát…Truyền thuyết kể rằng: Có một người trưởng giả là Nguyễn Hòa cùng vợ là Cao Thị Huyền ở trên một khu đất rộng rãi, trong khu đất có một cái ao, giữa ao có một tảng đá to như bàn cờ; xung quanh khu đất có nhiều núi đá cao, trên có thông reo, có rồng đá, voi đá, ngựa đá, rùa đá, cờ đá hướng chầu. Nguyễn Hòa tuổi đã ngoài 60, vợ cũng quá 50 tuổi mà vẫn chưa có một mụn con nối dõi.
Một hôm vừa ra tới bàn đá, chợt thấy một con rắn hoa dài hơn 10 trượng, vây đủ màu sắc, đang bò quanh co trên bàn đá, trông thấy người thì trườn xuống nước biến mất. Đêm hôm ấy, mưa to gió lớn, sấm sét ầm ầm, trong ao hình như có tiếng người nói, cười, đàn hát. Nguyễn Hòa nấp xem, thấy phiến đá trong ao có mây che ngũ sắc, khí nổi lạ lùng, trên trời tiên nữ ca ngâm, nhã nhạc réo rắt…Sáng hôm sau là vào ngày mùng 10 tháng Giêng, Nguyễn Hòa thấy phiến đá trong ao tự nhiên tan ra thành ba mảnh, xuất hiện một trang nam tử, tướng mạo đường đường, phong tư lẫm liệt. Nguyễn Hòa thấy kì lạ bèn ôm lấy đem về nhà nuôi và đặt tên là Thạch Tướng… Đến năm 7 tuổi, Thạch Tướng cao hơn 10 trượng, thế đủ lay non lấp biển (có sách chép 7 tuổi vẫn không đứng dậy).
Thời bấy giờ, vua sao nhãng việc trị dân, bảo vệ nước, ngày tháng đam mê tửu sắc, biếng việc biên phòng, nhân thế mà giặc Man nổi lên, vua lấy làm lo lắng, hạ chiếu vời bách quan đại hội, thiết lập đàn chay, khấn cầu trời đất giúp việc trừ giặc. Được 21 ngày, vào ngày mồng 10 tháng 8, tự nhiên mây đen kéo phủ, đàn tràng tối tăm mờ mịt, rồi gió mưa, sấm, sét nổi lên. Một lúc sau trời quang, mây tạnh, trong đàn tỏ sáng, thấy một lá cờ trắng ở trên đàn, cờ có hàng chữ: 
Trên trời thượng đế báo nhà vua
Đánh giặc tan tành tựa gió mưa
Tìm đến Bắc Hà, Yên Việt xứ
Chuyển Hùng Thạch Tướng đánh không thua!
Hôm ấy vua truyền một quan đình thần cùng 12 người sá nhân tay cầm cờ Thiên hoàng tìm đến đất Yên Việt… Nguyễn Hòa ra xem thì thấy một lá cờ lệnh có tên Thạch Tướng, vào nhà bảo với con. Thạch Tướng truyền mời sứ giả vào và nói rằng: "Về tâu vua làm cho ta một con voi đá cao 10 trượng, kiếm đá, và trao cả cờ Thiên đế cho ta thì giặc Man sẽ bình".
Giữa ngày 13 tháng 8, nhà vua đến vùng Tiên Lát mời Thạch Tướng Quân ra trận giết giặc, phái một nàng công chúa có húy danh là Thanh Bình đi cùng và giao cho việc trông coi lương thực tại trại Cung, nhân dân lập đình để vua ngự (nay vẫn gọi là đình Ngự)… Thạch Tướng tâu rằng: "Quyền hành chốn nhạc phủ, tước mệnh nơi thiên đình, trời sai xuống giúp bệ hạ trừ Man khấu, đã có chức của thiên đình, đâu giám phiền bệ hạ hậu bào…" Nói xong, Thạch Tướng nhảy lên voi, tay cầm cờ lệnh, quân quyền theo sau ầm ầm như nước chảy, thác reo, thẳng đường tiến lên Hưng Hóa, Tuyên Quang, Cao Bằng… một trận quét sạch loài thảo khấu, thiên hạ lại được thái bình.
Bình giặc xong, vào ngày 12 tháng 9 Thạch Tướng về lại trang Tiên Lát chào cha mẹ nuôi rồi lên đỉnh núi Phượng Hoàng (núi Bổ Đà, xã Tiên Sơn) hóa về trời. Vua bèn truyền trăm quân đến nơi Thạch Tướng hóa ở Tiên Lát để hành lễ, rồi sai lập đền ngay nơi Ngài hoá (gồm đền Trung nằm ở lưng chừng núi, Đền Thượng nằm trên đỉnh ngọn núi) để hương khói thờ phụng, lại cho cấp tự điền làm hương hỏa cúng tế và ban y mạo cùng bao phong mỹ tự: Chuyển Hùng Thạch Tướng Đại Vương. Vua cho triệu vợ chồng Nguyễn Hòa về Phong Châu thành, quốc triều phụng dưỡng được 3 năm tròn, hai vợ chồng đều hóa vào ngày mùng 10 tháng 11 được nhân dân xây nhà mẫu trên khu đất mà hai vợ chồng từng ở để thờ cúng.
Theo truyền thuyết thì Thạch Tướng Quân được rắn thần thụ thai vào đá mà sinh ra. Tảng đá tách ra làm ba trong ao được nhân dân gọi là đá mẹ, lập miếu thờ gọi là đền Hạ. Trên đỉnh phiến đá lớn nhất xây một ngôi miếu nhỏ để thờ Thạch Tướng Đại Vương. Ao có đá mẹ được gọi là Ao Miếu hay Ao Thánh (Thánh Trì), ao Thạch Long. Sau khi công chúa Thanh Bình mất, dân làng lập đền thờ trên núi, gọi là đền Bà Chúa Kho.

## Nhận xét
Cao Huy Đỉnh trong quyển Người anh hùng làng Gióng đã nên ra một số dị bản truyện Thánh Gióng trong đó có dị bản Thạch tướng quân. Còn Nguyễn Huy Bỉnh trong bài Truyền thuyết Thạch Tướng Quân trong mối quan hệ với tín ngưỡng thờ đá cho rằng,mặc dù truyền thuyết Thánh Gióng và truyền thuyết Thạch Tướng Quân có sự ảnh hưởng và tác động đến nhau, nhưng về cơ bản đây là hai truyền thuyết riêng biệt chứ không phải là dị bản của nhau, tác giả nhận xét:
Thạch Tướng Quân trong truyền thuyết là một nhiên thần mang hình dáng của vị thần đá …Trong đời sống tâm linh của người dân Tiên Lát, truyền thuyết Thạch Tướng Quân đã tồn tại các bản kể khác nhau qua nhiều thế hệ người dân. Đây là cơ sở cho phép khẳng định rằng, truyền thuyết này đã được lưu truyền phổ biến trong chiều dài lịch sử; và gắn với truyền thuyết là sự ngưỡng vọng, niềm tin của biết bao thế hệ người dân nơi đây về một vị thần quyền phép nhiệm mầu. Trong ký ức dân gian, nhân vật Thạch Tướng Quân được tôn thờ ở các khía cạnh khác nhau: Thứ nhất là vị tướng có tài năng và sức mạnh đặc biệt; thứ hai là vị tướng lập chiến công kỳ vỹ giúp nhà vua đánh thắng giặc Man; thứ ba là vị thần bảo hộ cho dân làng Tiên Lát. Chính những khía cạnh được tôn vinh này đã làm cho hình tượng nhân vật Thạch Tướng Quân in khắc vào trí tưởng tượng của nhân dân và có một sức sống lâu bền trong đời sống văn hóa tâm linh của cộng đồng cư dân.
Một điều đáng chú ý là khi so sánh giữa kết cấu truyền thuyết Thạch Tướng Quân và kết cấu truyền thuyết Thánh Gióng có một số motif trùng hợp nhau như về sự ra đời, cả hai nhân vật đều sinh ra do thụ thai thần kỳ và sinh nở thần kỳ; về sự trưởng thành, cả hai đều nhiều tuổi rồi mà vẫn chưa biết nói năng, chỉ suốt ngày nằm một chỗ, đến khi có sứ giả của nhà vua đi tìm người tài giết giặc thì mới vùng dậy, cất tiếng nói và trở thành một vị thiên tướng thời Hùng Vương, rồi xin nhà vua ban cho vũ khí để đi đánh giặc; về việc lập chiến công phi thường thì truyền thuyết kể rằng cả hai vị thiên tướng đều quét sạch giặc, giúp đất nước được bình yên; về sự hóa thân nhân vật, cả hai truyền thuyết đều có chi tiết kể, sau khi chiến thắng quân giặc nhân vật Thánh Gióng và Thạch Tướng Quân cùng lên đỉnh núi mà bay về trời. Nếu căn cứ vào việc đối chiếu thời điểm ra đời của văn bản thì truyền thuyết Thạch Tướng Quân xuất hiện muộn hơn khoảng 500 năm so với truyền thuyết Thánh Gióng. Như vậy, dựa trên cả phương diện đồng đại và lịch đại thì giả thiết bước đầu của chúng tôi là các motif trong truyền thuyết Thánh Gióng đã tác động, ảnh hưởng đến truyền thuyết Thạch Tướng Quân. Đó chính là quy luật lan tỏa và tiếp thu văn hóa đã từng diễn ra phổ biến đối với các hiện tượng văn hóa tồn tại trên các địa bàn gần gũi nhau…Mặc dù truyền thuyết Thánh Gióng và truyền thuyết Thạch Tướng Quân có sự ảnh hưởng và tác động đến nhau, nhưng về cơ bản đây là hai truyền thuyết riêng biệt chứ không phải là dị bản của nhau.
Khảo sát các sự kiện trong truyền thuyết và các nghi thức trong đời sống tín ngưỡng dân gian tại Tiên Lát cho thấy, truyền thuyết và tín ngưỡng thờ Thạch Tướng Quân còn có sự dung hợp yếu tố tôn giáo ngoại lai mà đậm đặc nhất là yếu tố Phật giáo, nó thể hiện qua việc xuất hiện các ngôi chùa tháp gắn liền với sự tích và sự thờ cúng vị thần, đặc biệt là việc dân làng đã mang tượng thờ Thạch Tướng Quân gửi ở chùa Bổ Đà để nghe giảng kinh Phật vì cho rằng, vị thần này vô cùng dũng mãnh và hung dữ nên cần phải được cảm hóa. Hành động ấy chính là sự phối thờ giữa thần và Phật. Các lớp văn hóa Phật giáo tuy xuất hiện muộn hơn nhưng đã lưu lại dấu ấn rất đậm trong tín ngưỡng thờ Thạch Tướng Quân, bởi nó có nhiều điểm phù hợp với điều kiện sống của cư dân bản địa, phù hợp với tâm lý của cộng đồng.